# Balonmano Salud Tenerife
Balonmano Salud Tenerife ist der Name eines spanischen Vereins für Handball. Er ist in Santa Cruz de Tenerife beheimatet.
Der Verein wurde im Jahr 1996 als Club Balonmano Salud Clubasal gegründet. Die erste Frauenmannschaft nahm an der höchsten spanischen Liga, der División de Honor, teil. Nach der Saison 2021/2022 stieg das Team aus der ersten Liga ab, 2022/2023 spielt es unter dem Namen Balonmano Santa Cruz de Tenerife in der División de Honor Oro.